# Sonepar
Sonepar (Société de Négoce et de participation) est un groupe familial français spécialisé dans la distribution de matériel électrique et électronique. Le groupe est présent dans 40 pays à travers 80 enseignes différentes pour un chiffre d'affaires de 32,5 milliards d'euros en 2024.

## Histoire
En 1867, Henri Coisne et Léopold Lambert s'associent pour créer une entreprise de tissage manuel. En 1960, onze descendants des familles Coisne et Lambert créent la Société de Négoce et de Participation pour gérer leurs participations dans des activités de diversification hors textile. En 1969, le groupe familial se diversifie dans la filière électrique avec le rachat du Comptoir d'Électricité Franco-Belge (CEFB), puis étend fortement son empreinte sur le secteur avec le rachat du Comptoir Lyonnais d'Électricité en 1973, de Sanelec en 1974, et du groupe Marcel Tabour en 1977,.
En 1982, Sonepar s'engage à l'international avec la reprise de OTRA, holding de contrôle de Technische Unie (Pays-Bas) et Otto Kuhmann (Allemagne). Cette acquisition donne une dimension internationale à Sonepar qui réalise par la suite 54% de ses ventes hors de France. Le groupe fait son entrée au Canada en 1984. Le rachat par Sonepar de CGE-Distribution à Lyonnaise-Dumez en 1991 marque le retrait définitif des grands groupes industriels dans la distribution de matériel électrique, faisant de Sonepar et Rexel les deux leaders du marché.
En 2008, Sonepar acquiert une partie des actifs de la société néerlandaise Hagemeyer, le numéro 3 mondial du secteur. Au premier semestre 2009, Sonepar remplace Rexel au titre de premier distributeur de matériel électrique. En 2015, Sonepar dépasse la barre des 20 milliards d'euros de chiffre d'affaires.
En 2019, Sonepar acquiert North Coast Electric, permettant d’étendre sa présence dans le Nord-Ouest Pacifique des États-Unis. En 2021, Sonepar conclut un accord afin d’acquérir l’entreprise américaine Springfield Electric Supply, établie dans l’État de l’Illinois.
À partir de 2020, en France, le groupe vise l'industrie 4.0 comme prochain axe de croissance majeure, ce qui le mène à céder sa filiale BtoC SFGP en 2024 et à investir 1 milliard d'euros dans une plateforme digitale unifiée. En 2024, le groupe poursuit son expansion avec 17 acquisitions à l'international. 

## Description
Sonepar est un groupe spécialisé dans la distribution de matériel électrique et électronique présent dans 40 pays à travers 80 enseignes, et qui emploie 45 000 personnes pour un chiffre d'affaires de 32,5 milliards d'euros en 2024. Le groupe possède de nombreuses marques à l'international mais n'opère pas systématiquement sous une marque unifiée. Sonepar est détenu à 70% par le holding familial Colam Entreprendre. La septième génération compte 234 actionnaires descendants de la famille des fondateurs, famille qui compte parmi les plus grandes fortunes de France.
Sonepar est l'un des plus gros contributeurs financiers à l'organisation de la Fête des Lumières à Lyon.

## Présidence
- 1998-2024 : Marie-Christine Coisne-Roquette[4],[15]
- Depuis 2024 : Philippe Delpech[15]

## Soupçons d'entente et d'évasion fiscale
En 2012, après un redressement fiscal portant sur les impôts complémentaires 2004-2005 à payer en France pour sa filiale suisse, Sonepar tente de faire annuler un article du code des impôts prévoyant la taxation au taux français pour les filiales et participations situées dans des pays tiers et bénéficiant d'un régime privilégié. Sa demande et la question prioritaire de constitutionnalité qu'elle invoque auprès du Conseil d'État sont rejetées comme peu sérieuses car le texte critiqué comporte une clause de sauvegarde,.
Une information judiciaire est ouverte en France en 2018 en raison d'un soupçon d'entente illicite ou cartel, visant les sociétés Sonepar, Rexel, Schneider et Legrand. Des perquisitions indiquent la possibilité de mécanismes d'évasion fiscale via des sociétés basées en Suisse. En 2022, l'Autorité de la concurrence confirme ses griefs sur un possible détournement de la pratique des « prix dérogés » en vue d'entente occulte. L'autorité de la concurrence condamne en 2024 les entreprises à des amendes de plusieurs millions d'euros.
Parallèlement, la société subit un contrôle de conformité de ses procédures internes à la loi Sapin II. Après plusieurs mois d'échange et d'adaptation d'une parties de ses procédures, celles-ci sont déclarées conformes le 4 juillet 2019 par le Comité des sanctions de l'Agence française anticorruption, contre l'avis de la Commission,.